# 판포카차
판포카차(이탈리아어: Panfocaccia)는 이탈리아 요리 중의 하나인 포카차와 매우 비슷한 빵의 종류이다. 이탈리아 이외에도 많은 나라에서 이 빵을 찾아볼 수 있다. 이탈리아 내에서도 많은 종류의 판포카차를 볼 수 있다. 이탈리아 국적의 유대인 이민자들에 의해 많은 나라에 이 빵이 퍼졌다.

## 같이 보기
- 포카차
- 이탈리아 요리